# Таљони (Кјети)
Таљони (итал. Taglioni) је насеље у Италији у округу Кјети, региону Абруцо.
Према процени из 2011. у насељу је живело 113 становника. Насеље се налази на надморској висини од 165 м.